# 러쇼브스키 크리슈토프
러쇼브스키 크리슈토프(헝가리어: Rasovszky Kristóf, 1997년 3월 27일~)는 헝가리의 수영 선수이다. 주 종목은 오픈워터스위밍이며, 2019년 세계 수영 선수권 대회에서 5km 부문 금메달을 획득하였다.